# Carlos Almeida
Carlos Domingos Bendinha de Almeida (Luanda, 24 settembre 1976) è un ex cestista e politico angolano.

## Carriera
Gioca come guardia tiratrice nel Primeiro de Agosto e nella nazionale di pallacanestro dell'Angola. Gioca con la sua nazionale sin dal 2000: ha preso parte alle Olimpiadi 2000 e 2004, ai Mondiali 2002 e 2006 e ai Campionati Africani 2005 e 2007.

## Carriera politica
Attualmente è al suo secondo mandato come parlamentare per l'MPLA, il partito di maggioranza in Angola.